# Payday: The Heist
Payday: The Heist (littéralement en français : Jour de paye : Le braquage) est un jeu vidéo, en mode coopératif, de tir à la première personne téléchargeable, développé par Overkill Software et publié par Sony Online Entertainment. Il est commercialisé le 18 octobre 2011 sur console PlayStation 3 en Amérique du Nord et le 2 novembre 2011 en Europe,. Il est également commercialisé sur Microsoft Windows (PC) le 20 octobre 2011 via Steam aux États-Unis et au Royaume-Uni. Des contenus téléchargeables sont ensuite proposés aux joueurs.

## Système de jeu
Le jeu ne possède pas de scénario précis mais se focalise sur quatre criminels alliés ensemble pour faire leurs propres braquages. Cependant, chaque personnage a sa propre histoire. Il contient sept missions différentes (en incluant No Mercy, disponible gratuitement dans le jeu), et neuf missions au total avec l'achat du DLC "Wolf Pack". Chaque mission s'accomplit en remplissant une succession d'objectifs. Ces derniers peuvent être : escorte de PNJ, ouverture d'un coffre, piratage d'un système, etc.

## Personnages
Il y a 4 personnages jouables : 

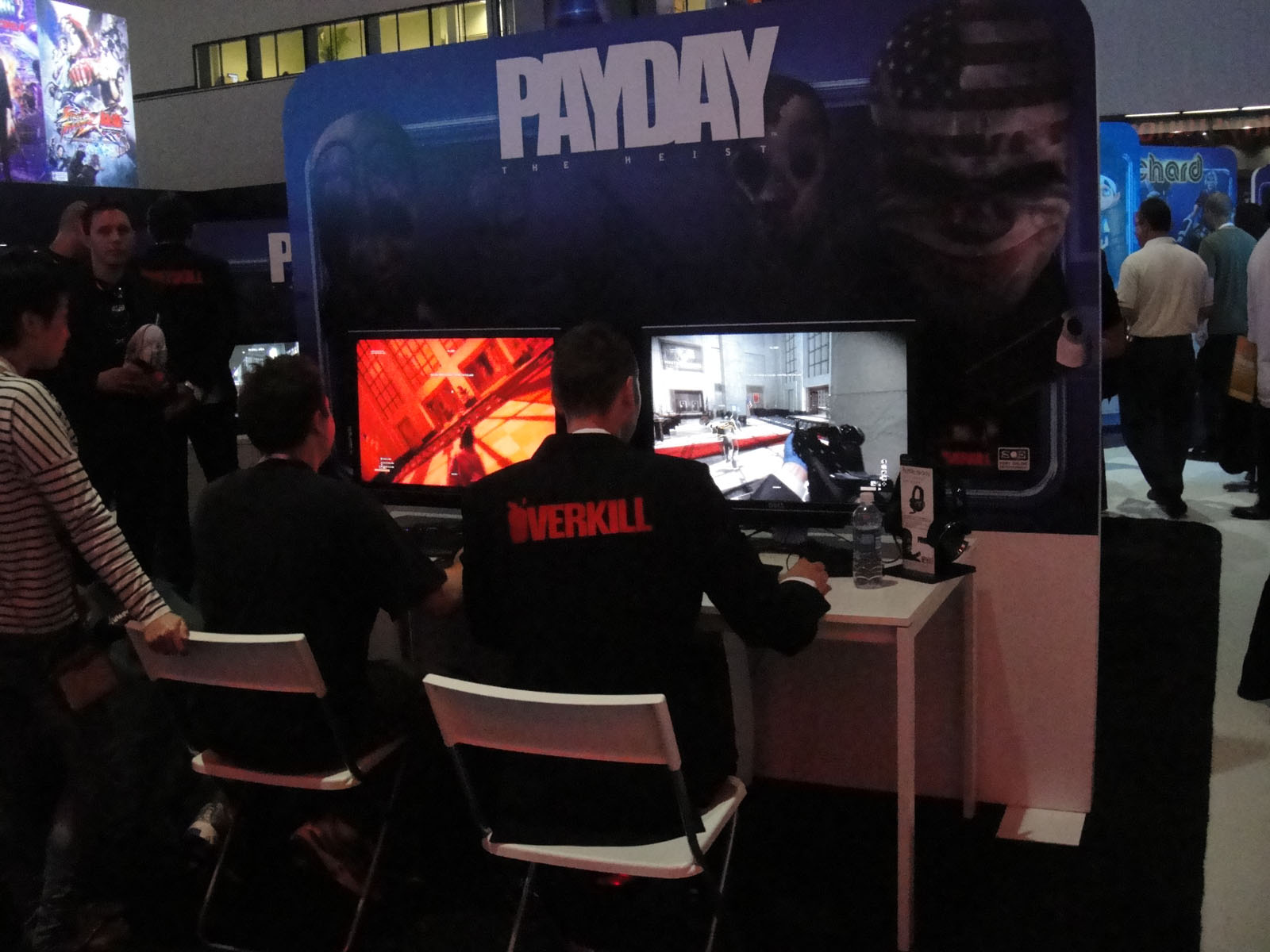
Joueurs à l'E3 2011.

- Dallas, ou Nathan Steele, 44 ans, de nationalité américaine, dans le cadre de l'équipe c'est à lui de préparer les casses et de gérer l'assaut  charge ; il porte un masque de clown avec un drapeau américain dessiné dessus,
- Hoxton, ou Jim Hoxworth, 30 ans, de nationalité anglaise, il est le sniper de l'équipe, son masque de clown est en partie recouvert de peinture rose,
- Chains, ou Nicholas, 35 ans, de nationalité américaine, il a le rôle de support dans l'équipe, son masque symbolise un clown riant,
- Wolf, dont le vrai nom n'est pas connu, 32 ans, de nationalité suédoise, il est le technicien de l'équipe, son masque symbolise un clown aux lèvres cousues.

## Développement
Le 25 juillet 2012, le DLC No Mercy Hospital sort et crée un lien entre ce jeu et Left 4 Dead.

## Postérité
La suite du jeu, nommé Payday 2, sort en téléchargement sur PC, PlayStation 3 et Xbox 360 en août 2013.